# 山本七平
山本 七平（やまもと しちへい、1921年（大正10年）12月18日 - 1991年（平成3年）12月10日）は、日本の評論家。山本書店店主。評論家として、主に太平洋戦争後の保守系マスメディアで活動した。

## 経歴

### 年譜
- 1921年12月18日 - 東京府荏原郡三軒茶屋（現在の東京都世田谷区三軒茶屋）で、クリスチャンの両親（山本文之助、八重）の間に長男として生まれる。名の「七平」は神の安息日（日曜）生まれから命名される。兄弟姉妹は姉2人と妹1人。両親は和歌山県新宮市出身。父方のいとこおばの夫は同市出身の玉置酉久（大石誠之助の次兄）。日本マクドナルドCMOの足立光は甥[1]。
- 1937年 - 青山学院教会で洗礼を受ける。
- 1942年9月 - 太平洋戦争中のため、青山学院専門部高等商業学部を21歳で繰り上げ卒業する。10月、第二乙種合格で徴兵され、陸軍近衛野砲兵連隊へ入隊。その後、甲種幹部候補生合格、愛知県豊橋市の豊橋第一陸軍予備士官学校に入校する。
- 1944年5月 - 第103師団砲兵隊本部付陸軍砲兵見習士官・野戦観測将校（のち少尉）として門司を出航、ルソン島における戦闘に参加。1945年8月15日、ルソン島北端のアパリで終戦を迎える。同年9月16日、マニラの捕虜収容所に移送される。
- 1947年 - 帰国して福村書店に勤務。この頃から翻訳を手掛け始める。
- 1956年 - 世田谷区の自宅で聖書学を専門とする出版社、山本書店株式会社を創業する。のち山本書店は新宿区市ヶ谷に移転。
- 1970年 - イザヤ・ベンダサン著『日本人とユダヤ人』を山本書店より発売する。
- 1977年 - 文藝春秋より『「空気」の研究』を発売する。
- 1979年 - 大平内閣の諮問機関「文化の時代」研究グループの議長を務める 。
- 1984年 - 中曽根内閣の諮問機関「臨時教育審議会」の第一部会専門委員を務める 。
- 1991年 - 膵臓癌により千代田区四番町の自宅で死去した[2]。遺骨の一部はイスラエルで散骨された。

### 受賞歴
- 1973年 - 第35回文藝春秋読者賞受賞
- 1981年 - 第29回菊池寛賞受賞
- 1989年 - 和歌山県文化表彰にて文化賞受賞

### イザヤ・ベンダサンとの関係

#### 山本による説明
当初『日本人とユダヤ人』の著者ではないかと言われることについて、山本は「私は著作権を持っていないので、著作権法に基づく著者の概念においては著者ではない」と述べる一方で、「私は『日本人とユダヤ人』において、エディターであることも、ある意味においてコンポーザーであることも、否定したことはない。」とも述べている。
後に、1987年のPHP研究所主催の研究会では以下のように説明している。
山本書店を始めた頃に帝国ホテルのロビーを原稿の校正作業にしばしば使用していたところ、フランク・ロイド・ライトのマニアということがきっかけで、ジョン・ジョセフ・ローラーとその友人ミンシャ・ホーレンスキーと親しくなった。キリスト教が日本に普及しないのはなぜかという問題意識のもと、3人でいろいろ資料を持ち寄って話し合っているうちに、まとまった内容を本にしたのが『日本人とユダヤ人』である。ベンダサン名での著作については、ローラーの離日後はホーレンスキーと山本の合作である。ローラーは在日米軍の海外大学教育のため来日していたアメリカのメリーランド大学の教授で、1972年の大宅壮一ノンフィクション賞授賞式にはベンダサンの代理として出席した。ホーレンスキーは特許関係の仕事をしているウィーン生まれのユダヤ人、妻は日本人。

#### 山本死後の扱い
稲垣武は、上記研究会での説明および夫人の山本れい子の証言をもとに『怒りを抑えし者』（PHP研究所、1997年）「第9章ベンダサンとその時代」において、『日本人とユダヤ人』は、2人のユダヤ人（ローラーとホーレンスキー）との対話を参考とはしているが、構成も文章も山本のものと結論付けている。
同様に、『山本七平ライブラリー』編集部もライブラリー13および14（文藝春秋、1997年）の奥付の初出一覧の脇に、ベンダサン名の諸作品はほぼ山本の著作、もしくは山本を中心とする複数の外国人との共同作業、と考えられるというコメントを付している。
2004年『日本人とユダヤ人』が角川oneテーマ21シリーズ（角川書店、2004年）から山本七平名で出版されたり、ベンダサン名で連載された「ベンダサン氏の日本歴史」（『諸君！』文藝春秋1973年1月以降22回掲載）が山本著『山本七平の日本の歴史』（ビジネス社、2005年）として単行本化されたりするなど、山本の死後10年以上経過してからはベンダサン名の著作が事実上山本のものとして扱われることが多い。
『七平ガンとかく闘えり』（ベストセラーズ、1994年）では、息子である良樹の筆で、ベンダサンはあなたではという母の問に対して「まあ、そういうことなんだよ」と答えたと記されている（34ページ）。

## 家族
- 妻・山本れい子 - 著書に一家で書いた『山本家のイエス伝』などがある。
- 子・山本良樹 - 1960年東京生まれ。1983年東京神学大学卒業後、米国カラマズー大学留学。著書に『父と息子の往復書簡―東京‐ニューヨーク』など。

## 思想
日本社会・日本文化・日本人の行動様式を「空気」「実体語・空体語」といった概念を用いて分析した。その独自の業績を総称して「山本学」と呼ばれる。
山本は、『現人神の創作者たち』のあとがきで、「もの心がついて以来、内心においても、また外面的にも、常に『現人神』を意識し、これと対決せざるを得なかった」と語っている。山本は、クリスチャンであるだけでなく、父親の親族に大逆事件で処刑された大石誠之助をもっていた。これらのことが、山本の日本社会・日本文化・日本人に対する思考の原点であるといえよう。
特に、日本人のかつての教養であった中国古典に関する論考には独特なものがあり、『論語の読み方』『「孫子」の読み方』『帝王学―「貞観政要」の読み方』など、多数の論考がある。山本によれば、これらの漢籍に対する研究は、内村鑑三ら、戦前のキリスト教徒が「キリスト教徒なら孟子を読むべきだ」と主張していたこと、山本の父が内村の雑誌を読んでいたことに起因しているといっている。特に『「孫子」の読み方』には、旧日本軍の将校時代に感じた「余りにも非論理的な精神力万能主義の為に旧日本軍が負けた」という考察から、精神論を廃した「孫子」を再度捉え直そうという姿勢が見られるという。
その山本が、最も力を入れて執筆した作品が、『現人神の創作者たち』と『洪思翊中将の処刑』である。
『現人神の創作者たち』は、いかにして尊皇思想が生まれたかを探求した作品である。山本は、日本に亡命してきた明の儒学者朱舜水を起点とし、山崎闇斎、浅見絅斎、安積澹泊、栗山潜鋒、三宅観瀾らの議論を追いながら、尊皇思想が形成されていく様子を描いた。そして、その尊皇思想が、社会全体にどのような影響を与えたかを、赤穂事件をめぐる当時の言論状況をたどることであきらかにしたのであった。山本は、尊皇思想の影響は今もなお残っているのだと語っている。
『洪思翊中将の処刑』は、朝鮮人でありながら大日本帝国陸軍で中将まで昇進した洪思翊を扱った作品である。洪は、帝国陸軍の軍人である一方で、抗日運動家と秘密裡に関係を持ち、その家族を支援するなど（自身が抗日運動に参加することは拒んでいる）、きわめて複雑な生き方を強いられた人物であった。洪は、太平洋戦争後、戦犯として処刑されるが、軍事法廷において自らの弁護については一言も発することはなかった。山本は、この作品で、その沈黙の意味をあきらかにしようとしたのであった。

## 学術上の業績
山本学は、社会学の中心理論である「構造-機能分析」に限りなく近いという専門の社会学者からの指摘がある。したがって山本の本は社会学を学ぶ者にとって重要な文献となるようである。
山本は終始一貫して在野の評論家として過ごしたが、在野の期間が長かった小室直樹などから評価され、アカデミズムでもしばしば取り上げられた。1979年に『日本資本主義の精神』が刊行されたとき、世は経済体制は資本主義と社会主義のどちらが優れているか、ということがまだ真剣に議論されていた時代である。この山本の本はユニークな日本人・日本経済論として読まれ、あまり重要視はされていなかったようであるが、のちのソ連解体や共産圏諸国の改革を経ると、現在では資本主義か社会主義かという経済体制はあまり重要ではなく、その国に資本主義の精神があるか、あるとすればどのような特徴を持った精神かということが重要で、その特徴によってその国の経済の強みや弱みが生まれる、ということが理解されてきているようである。したがってこの山本の本は、早い時期に日本の資本主義の精神の特徴を論考していた点で、高く評価されるべきものと思われる。
『現人神の創作者たち』は、日本の政治思想史、天皇制研究で他の代表的な研究、たとえば丸山真男『日本政治思想史研究』『現代政治の思想と行動』、藤田省三『天皇制国家の支配原理』などに匹敵する研究という評価もされている。

## エピソード
- 「臨時教育審議会」の委員の会合が終わった後のインタビューで、「もちろん制限はあると思います。国が教育をするわけじゃないですから」と答えていた。教育の主体はあくまで親、ということを言いたかったものと思われる。戸塚ヨットスクールの問題については、「暴力では教育はできないんですね、聖書にも～という話があって、暴力では教育はできないんですね」と答えていた。また家庭内暴力については、「飽食暖衣、逸居して教なくんば即ち、禽獣に等し、ということですね」と答えていた。
- 外国人を相手にした講演会で、日本の家庭において、女性の地位が低いのはなぜかという質問に答えて、「では皆さんの国で、亭主が自分の給料を全て妻に渡す国がどれくらいあるか」と反論した。
- 小室直樹との親交は長く、小室が研究に没頭して倒れ入院したとき、山本は小室の生活を支援するため、小室が『ソビエト帝国の崩壊』（光文社、1980年）を執筆するための手助けをした。いくつかの偶然が重なったとはいえ、結果的に小室を論壇に登場させたその功績は大きいと思われる。また山本と小室には、二人の長時間にわたる討論によって成立した『日本教の社会学』という本がある。
- 司馬遼太郎は、『八人との対話』（文藝春秋、初版1993年3月）に収録された、山本との対談で「正義というものが最初にあって、正義の気分があって、それを社会科学にしたのがイデオロギーだ。わたしは勝手にそう思ってるんです。山本さんの正義論というのをぼくはさんざん読んで、ぼくもその通りだと思うんです。だから、正義については論じません。」と述べている。

## 評価
- 『小林秀雄対談集 歴史について』（文藝春秋 1972年）[要ページ番号]で、小林秀雄が、河上徹太郎、今日出海との対談で『日本人とユダヤ人』に触れ、「ベンダサンという人が『語呂盤』という言葉を使っている」ことを紹介し、「フランスの教育におけるテーム（作文）の重大性というものはとても日本では考えられぬということを、以前パリにいたとき、森有正君がしきりに言っていた。テームの問題には、数学の定理まであるということを彼は言っていた。面白く思ったから覚えているのだが、それが、今度ベンダサンの本を読んで、はっきりわかった気がした。」「もっと微妙なことを言っているが、まあ読んでみたまえ。面白い。」と述べている。
- 『私の中の日本軍』[要ページ番号]において、自らの軍隊経験から、日本刀は2～3人切ると使い物にならなくなると主張した。また、同じ刀を使った場合でも、状況によって切れ味は1,000倍も違うとも評した。この部分は、文学者の文学的表現と言われる。また、戦地という劣悪な状況下で日々酷使され、満足に手入れも出来ず自然とナマクラになってしまった刀に限った話であり、本来の日本刀の性能について誤解を招くものだという批判がある[10]。さらに、同書における『戦ふ日本刀』からの引用は、自説に都合の良い部分のみを引用した不正確なものだという批判もある[11]。また、山本は本多勝一との百人斬り競争における論議において、イザヤ・ベンダサンの名義で、持論である「日本刀は2～3人斬ると使い物にならなくなる」という論理を中心に本多を批判した。この論理はこの論争の後に一般に広がった。
- 浅見定雄は、『にせユダヤ人と日本人』において、『日本人とユダヤ人』における翻訳の誤りを指摘し（たとえば、聖書の「蒼ざめた馬」を山本は間違った訳であると言うが、これは正しい訳である[12]など）、山本の語学力を批判した。山本が訳者となった、浅見自身の師である聖書学者の著書を題材に、山本が高校生レベルの英文を理解できず、明らかな誤訳をしているとして、「ヘブル語やアラム語はおろか、英語もろくに読めない」[13]人物だと批判した[14]。また浅見によると『日本人とユダヤ人』によって、一般に流布されていた「ユダヤ人は全員一致は無効」という話も、実は完全な嘘あるいは間違いであり、「こんな無知な人が何をどう言おうとも、現代イスラエル国の裁判所や国会で全員一致が無効とされるわけではなく、また世界各地のユダヤ人が、さまざまな集会から家族会議まで、あらゆる生活場面で全員一致をやっている事実が消えてなくなるわけでもない」[15]と批判した[16]。また「ニューヨークの老ユダヤ人夫婦の高級ホテル暮らし」というエピソード[17]も、実際にはあり得ない話で、「この話は全部、一つ残らず、まったく、ウソ」[18]であると批判した。そして、同書が「『フィクション』ではなく『評論』」である以上、「解釈の違いは別にして評論の対象は実在しなければならない」にも関わらず「本書は作り話の上に成り立っている」ことから、「本書の価値はゼロどころかマイナス」[19]であると批判した[20]。
- また浅見は、『日本人とユダヤ人』及び山本の聖書に関する著書を取り上げ、山本は、自分でもよくわかっていないことを、わからないまま書き連ね、収拾がつかなくなると決まって「『読者にはおのずからお分かりいただけるだろう』というふうに書いて」[21]、よくわからないのは読者の頭が悪いからだと思わせるごまかしのテクニックを使っていると指摘した[12][22]。
- 浅見は他にも、あるホステルの主人が、ユダヤ人を「においで嗅ぎ分けた」という話[23]や、「関東大震災で朝鮮人が虐殺されたのは、体臭が違うからと語った老婦人」なども、山本がでっち上げた作り話だと断じた[24]。浅見はこの他にも、数多くの誤りを指摘している。
- 山本は、かつて田中角栄が有罪となったロッキード事件でコーチャン氏がアメリカ合衆国議会の公聴会で宣誓したか否かについて「キリスト教徒は誓わない」と断じて当時の宣誓文を翻訳した宗教学者佐伯真光の訳文を批判し、両者で激しい論争となった。その経緯は本多勝一編『ペンの陰謀』「佐伯／山本論争」[要ページ番号]に詳しい。
- 山本を絶賛する評伝を書いた稲垣武は、『怒りを抑えし者 評伝 山本七平』の中で以上の批判をまともに扱っていない。参考文献からは、山本を批判する文献はほぼ無視しており、批判したのが誰なのかも書いていない（例外として、本多と山本の共著の形になっている一冊のみ挙げている）。浅見についても、「落ちた偶像となった進歩的文化人らが、『日本人とユダヤ人』の著者と目された山本七平を、右翼・保守反動の権化と蛇蝎視し、特に同じキリスト教徒であるプロテスタント左派が、山本に悪意に満ちた攻撃を加え続けたのも当然であった」（前掲406ページ）と、名指しせずにプロテスタントである浅見を意識した非難をするに留まり、「悪意に満ちた攻撃」の内容については触れていない。
- 小室直樹は、『論理の方法』（東洋経済新報社、2003年）[要ページ番号]の中で、丸山真男の業績について論じているところで、「丸山教授の偉いところは、知識がそんなに少なくても大発見をしたところです。驚くべき大発見をしています。物事の本質を見抜く能力が凄い。その意味で山本七平氏もよく似ています。山本氏もそれこそ典型的な浅学非才の人。キリスト教の大家なんて言うのは嘘です。専門家と称する人が『聖書』の読み方が間違っているなどと言うのだが、あの人の偉いのはそんなところにあるのではない。ほんの僅かな知識で本質をずばりと見抜く。だから日本史なんて少ししかやらないにもかかわらず、崎門の学、山崎闇斎の学こそ明治維新の原動力になったということをはっきり知っている。」と述べている。
- 辛口の書評で知られた谷沢永一は、「昭和四十五年から六十二年まで、足かけ十八年間における山本七平の著作三十二冊から、その急所を引き出し、山本学の大筋を読者に眺めわたしていただきたいとひそかに願った」として書かれた著作があり、たとえば『「空気」の研究』について、“この「空気」というのはちょっとコメントをつけにくいが、言われたらいちどにわかることである。これを最初に持ち出した着眼はすごいと思う。日本人のものの考え方、意思決定の仕方に、もしエポックを見つけるとするなら、この『「空気」研究』が書かれたときではないか。」と述べている[25]。
- 山本は著書『空想紀行』[要ページ番号]で偽フォルモサ人のジョルジュ・サルマナザールが書いたとされる偽書『台湾誌』を紹介した。イギリス社交界でもてはやされた偽のフォルモサ人（フォルモサは台湾列島にあるオランダ人が領有した台湾とは別の島と主張）であるサルマナザールと、本当に中国で18年間布教をし極東情勢を知っていたイエズス会のファウントネー神父の真贋対決で、サルマナザールは縦横無尽の詭弁で勝利を得た。サルマナザールは極東情勢がほとんど伝わっていなかった英国で、イギリス国教会と対立するイエズス会が極東情勢を故意に隠蔽していると非難し、ファウントネー神父もその陰謀の片棒をかついでいるとするなどの詭弁を繰り返しているが、山本はこのときのサルマナザールの詭弁の論法を分析し、『対象そのものをいつでもすりかえられるように、これを二重写しにしておくこと。これは"フェロモサ"と"タイワン"という関連があるかないかわからない形でもよいし…』などと細かく分析し『以上の原則を守れば、今でも、だれでも、サルマナザールになれるし、現になっている。』と記述している。これについて原田実は、自らが偽ユダヤ人として活躍した山本の面目躍如たるものがあるとしている[26]。
- 自らを外国人と称し、発言に重みを増す行為はヤン・デンマン（斎藤十一）やポール・ボネ（藤島泰輔）なども行っていたとされる[要出典]。また、『醜い韓国人』の著者が韓国人ではなく日本人ではないかと言われた際にも、当時公然の秘密であったイザヤ・ベンダサンの事例が韓国側から提示され[27]、日本の出版界の体質が批判された。『醜い韓国人』は韓国人協力者はいるものの、韓国人なら当然知っているような事柄にも誤りがあり、ほとんどの内容は加瀬英明が書いたものとされている。

## 著書

### 日本論
- 『存亡の条件 日本文化の伝統と変容』ダイヤモンド社、1975年 のち講談社学術文庫
- 『比較文化論の試み』富山県教育委員会、1975年 のち講談社学術文庫
- 『「空気」の研究』文藝春秋、1977年 のち文庫、同改版
- 『受容と排除の軌跡』主婦の友社、1978年
- 『日本人の人生観』講談社学術文庫、1978年
- 『日本資本主義の精神 なぜ、一生懸命働くのか』光文社カッパブックス、1979年 のち文庫、PHP文庫、ビジネス社
- 『勤勉の哲学 日本人を動かす原理』PHP研究所、1979年 のち文庫
- 『日本人的発想と政治文化』日本書籍、1979年
- 『「あたりまえ」の研究』ダイヤモンド社、1980年 のち文春文庫
- 『日本的革命の哲学 日本人を動かす原理』PHP研究所、1982年 のち文庫
- 『現人神の創作者たち』文藝春秋、1983年、ちくま文庫（上下） 2007年
- 『一九九〇年の日本』福武書店、1983、「一九九〇年代の日本」PHP文庫 1987
- 『危機の日本人 日本人の原像と未来』角川書店、1986、のち角川ワンテーマ21
- 『日本型リーダーの条件』講談社 1987 のち文庫
- 『日本人とは何か。神話の世界から近代まで、その行動原理を探る』PHP研究所、1989 のち文庫
- 『日本人の土地神話』日本経済新聞社 1990
- 『日本人とアメリカ人』PHP研究所 1993／増補版・祥伝社 2005
- 『日本はなぜ敗れるのか　敗因21か条』角川ワンテーマ21、2004 - 小松真一「虜人日記」
- 『日本人と組織』角川ワンテーマ21、2007
- 『なぜ日本は変われないのか 日本型民主主義の構造』さくら舎、2011
- 『日本人には何が欠けているのか　タダより高いものはない』さくら舎、2012
- 『日本はなぜ外交で負けるのか　日米中露韓の国境と海境』さくら舎、2014
- 『戦争責任と靖国問題　誰が何をいつ決断したのか』さくら舎、2014
- 『戦争責任は何処に誰にあるか　昭和天皇・憲法・軍部』さくら舎、2016

### 自らの軍隊経験を中心に述べたもの
- 『ある異常体験者の偏見』文藝春秋、1974年 のち文庫
- 『私の中の日本軍』文藝春秋、1975年 のち文庫、新版文庫
- 『一下級将校の見た帝国陸軍』朝日新聞社、1976年 のち文春文庫

### 評伝
- 『洪思翊中将の処刑』文藝春秋、1986／ちくま文庫（上下） 2007
- 『小林秀雄の流儀』新潮社、1986、のちPHP文庫、新潮文庫、文春学藝ライブラリー
- 『近代の創造 渋沢栄一の思想と行動』PHP研究所、1987／祥伝社、2009
- 『乱世の帝王学 山本七平の武田信玄』徳間文庫、1988、のち角川ワンテーマ21
- 『昭和天皇の研究 その実像を探る』祥伝社、1989、のち文庫、新装単行版／祥伝社新書 2015
- 『江戸時代の先覚者たち 近代への遺産・産業知識人の系譜』PHP研究所 1990
- 『徳川家康』プレジデント社、1992／ちくま文庫（上下）、2010
- 『田中角栄の時代』祥伝社、2016
- 『池田大作と日本人の宗教心』さくら舎、2017

### 中国古典に関するもの
- 『論語の読み方 いま活かすべきこの人間知の宝庫』祥伝社ノンブック、1981年、のち新版
- 『帝王学 -「貞観政要」の読み方』日本経済新聞社、1983年 のち文春文庫、日経ビジネス人文庫
- 『参謀学 -「孫子」の読み方』日本経済新聞社、1986年 のち文庫
- 『指導力 -「宋名臣言行録」の読み方』日本経済新聞社、1986年 のち文庫
- 『現代の処世 飽食時代の菜根譚』講談社 1986年

### コラム・時事評論
- 『無所属の時間 新しい視点を生む物の見方・考え方』旺史社、1975年 のちPHP文庫
- 『「常識」の研究』日本経済新聞社、1981年 のち文春文庫
- 『時評「にっぽん人」』読売新聞社、1981年
- 『派閥 なぜそうなるのか』南想社 1985年、のち「「派閥」の研究」文春文庫
- 『「御時世」の研究』文藝春秋 1986年
- 『「常識」の非常識』日本経済新聞社、1986年 のち文春文庫
- 『「常識」の落とし穴』日本経済新聞社、1989年 のち文春文庫

### 聖書・キリスト教関連
- 『日本人と聖書 対談集』TBSブリタニカ、1977
- 『聖書の常識』講談社、1980 のち文庫、講談社+α文庫、文春学藝ライブラリー
- 『聖書の旅』白川義員写真 文藝春秋、1981 のち文庫
- 『旧約の風景』善養寺康之写真 講談社 1982
- 『ガリラヤの道』善養寺康之写真 講談社 1984
- 『山本七平の旧約聖書物語』三省堂、1984 のち徳間文庫、ビジネス社（上下）
- 『十字架への道』善養寺康之写真 講談社 1984
- 『人間としてみたブッダとキリスト 山本七平・宗教を語る』原書房 1984
- 『歴史の都エルサレム』善養寺康之写真 講談社 1984
- 『ビジネスマンのためのマーシャール』講談社 1988
- 『禁忌の聖書学』新潮社 1992 のち文庫
- 『山本家のイエス伝』山本れい子、山本良樹共著 山本書店、1996、新編「すらすら読めるイエス伝」講談社+α文庫
- 『山本七平とゆく聖書の旅』山本良樹編 山本書店 1997

### その他
- 『現代の超克』ダイヤモンド社、1977年
- 『空想紀行』講談社、1981年
- 『人間集団における人望の研究 二人以上の部下を持つ人のために』祥伝社ノンブック、1983年
- 『一つの教訓・ユダヤの興亡』講談社 1987年
- 『経営人間学 「資本主義の精神」の先駆者たち』日本経済新聞社 1988
- 『昭和東京ものがたり』全2巻　読売新聞社 1990、のち日経ビジネス人文庫
- 『静かなる細き声』PHP研究所、1992年
- 『人生について』PHP研究所、1994年 のち文庫
- 『宗教について』PHP研究所、1995年
- 『指導者の帝王学 歴史に学ぶ現状打破の思想』PHP研究所 1996年
- 『宗教からの呼びかけ』山本書店 2000年
- 『山本七平の日本の歴史』ビジネス社、2005年、新版2015年
- 『「知恵」の発見』さくら舎、2014年
- 『精神と世間と虚偽　混迷の時代に知っておきたい本』さくら舎、2016年

### 作品集
- 『山本七平ライブラリー』全16巻 文藝春秋、1997年
- 『山本七平全対話』全8巻 学習研究社、1984-1985年

### イザヤ・ベンダサンの著作
- 『日本人とユダヤ人』山本書店、1970年　のち角川文庫、のち角川ワンテーマ
- 『日本教について あるユダヤ人への手紙』文藝春秋、1972年　のち文庫
- 『にっぽんの商人』文藝春秋、1975年　のち文庫
- 『日本教徒 その開祖と現代知識人』角川書店、1976年　のち文庫、角川ワンテーマ
- 『日本人と中国人 なぜ、あの国とまともに付き合えないのか』祥伝社 2005年、のち祥伝社新書
- 『中学生でもわかるアラブ史教科書　日本人のための中東世界入門』祥伝社 2007年。共著表記
- 『日本教は日本を救えるか　ユダヤ教・キリスト教と日本人の精神構造』さくら舎 2013年

### 共編著
- 『日本人と原子力 核兵器から核の平和利用まで』対話：小松左京、今井隆吉、秦郁彦 ワールドフォトプレス 1976
- 『イスラムの発想 アラブ産油国のホンネがわかる本』対話：加瀬英明 徳間書店 1979、祥伝社新書 2015
- 『日本人と「日本病」について』岸田秀対談 文藝春秋、1980 のち文庫、文春学藝ライブラリー
- 『日本教の社会学』小室直樹対談 講談社 1981、ビジネス社 2016
- 『日本人の社会病理』小此木啓吾対談 講談社 1982 のち文庫
- 『天皇陛下の経済学―日本の繁栄を支える神聖装置』ベン＝アミー・シロニーと共著（監訳）、光文社カッパ・ビジネス 1982、光文社文庫 1986
- 『夏彦・七平の十八番づくし 私は人生のアルバイト』山本夏彦対談 サンケイ出版、1983 のち中公文庫、産経新聞出版
- 『意地悪は死なず』山本夏彦対談、講談社、1984年 のち中公文庫、ワック
- 『「色即是空」の研究 般若心経の読み方』増原良彦共著 日本経済新聞社 1984
- 『近代日本の虚像と実像』大濱徹也対談 同成社 1984
- 『西暦2000年そのとき日本は』柳田邦男共編 講談社 1984
- 『誤訳される日本―なぜ、世界で除け者にされるのか』ベン＝アミー・シロニーと共著（監訳）、光文社カッパ・ビジネス、1986
- 『千年期の発想 ミレニアムからの警告―愛国心が日本を亡ぼす』ベン＝アミー・シロニーと共著（監訳）、光文社カッパ・ビジネス 1989
- 『人を動かす人を活かす』星野仙一対話 かんき出版 1989
- 『父と息子の往復書簡 東京-ニューヨーク』山本良樹 日本経済新聞社 1991
- 『漢字文化を考える』中西進共編著 大修館書店 1991
- 『民族とは何か』村松剛、渡部昇一対談 徳間書店 1992。回想評伝も収録

## 翻訳
- 人間の歴史 ミハイル・イリーン 岩崎書店 1954
- 文明の歴史 イリーン 岩崎書店 1954
- ルネッサンス イリーン 岩崎書店 1955
- からだの科学 頭から足のさきまで A.ノヴィコフ 山本書店 1956
- 生物の生態 N.J.ベリール 山本書店 1956
- 歴史としての聖書 ウェルネル・ケラー 山本書店 1958
- 聖書の生いたち F.ケニヨン 山本書店 1959
- 概説聖書考古学 G.アーネスト・ライト 山本書店 1964
- 旧約聖書の人びと  F.ジェイムズ 山本書店 1967-1968。全4巻
- 聖書の考古学 ガーリャ・コーンフェルト 講談社 1981
- 聖書をこう読む（旧約・新約） マンフレート・バルテル 小川真一共訳 講談社 1982、新版（同・もんじゅ選書）1985
- 日本人への警鐘 ラッセル・ブラッドン ダイヤモンド社 1983
- 権力の解剖 「条件づけ」の論理 ジョン・ケネス・ガルブレイス 日本経済新聞社 1984
- アッティラ王が教える究極のリーダーシップ ウェス・ロバーツ ダイヤモンド社 1990

### 評伝・回想
- 高澤秀次 『戦後日本の論点　山本七平の見た日本』（ちくま新書、2003年）
- 東谷暁 『山本七平の思想　日本教と天皇制の70年』（講談社現代新書、2017年）
- 鷲田小彌太 『山本七平』（言視舎 評伝選、2016年） ISBN 4865650512
- 渡部昇一・村松剛対論『民族とは何か』（徳間書店、1992年） - 山本七平の遺著
- 森田健司『山本七平と「仕事の思想」　私たち日本人の「働き方」の源流へ』（PHP研究所、2021年）